# Harold Frederick Pitcairn

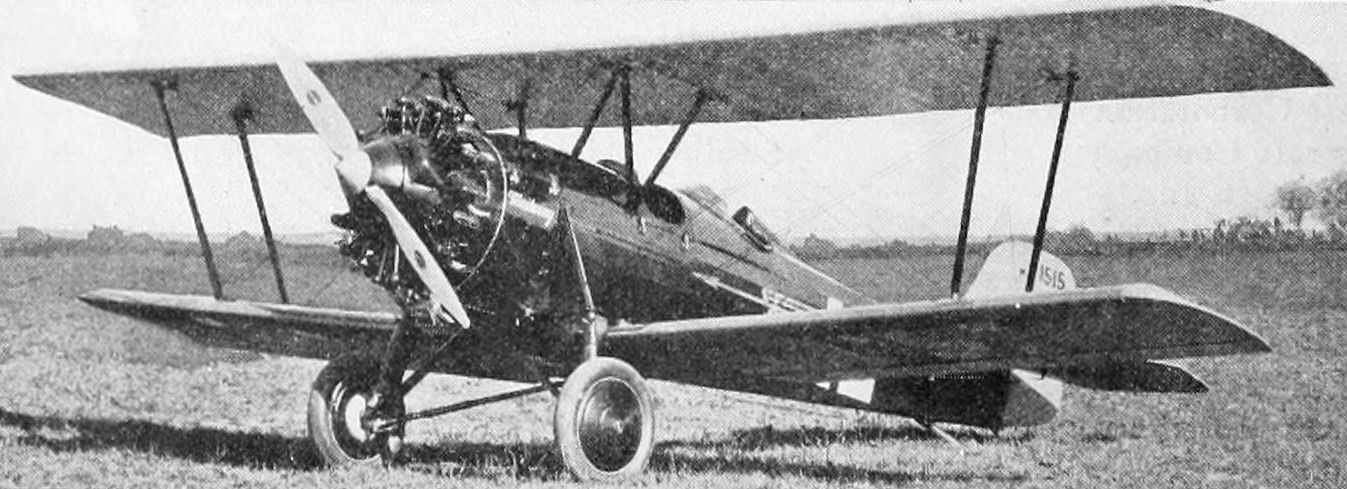
Pitcairn PA-5 Mailwing i Aero Digest November 1927

Harold Frederick Pitcairn, född 20 juni 1897 i Bryn Athyn i Pennsylvania i USA, död 23 april 1960 i Bryn Athyn i Pennsylvania, var en amerikansk flygplanskonstruktör, uppfinnare och företagare. Han medverkade i utvecklingen av autogiro och grundade Pitcairn Aircraft Company. Han fick patent för ett antal uppfinningar för rotorplan.
Harold Pitcairn var son till en industriman i Pittsburgh, som hade grundat Pittsburgh Plate Glass Company. Han började som lärling på Curtiss Aeroplane and Motor Company. Han gick på Curtiss Flying School i Newport News 1916 och examinerades från Army Air Cadet School år 1918.
Harold Pitcairn köpte 1923 sitt första flygplan, en Farman tvåsitsig dubbeldäckare, och fortsatte sin flygarutbildning. Från 1927 arbetade tillsammans med Agnew E. Larsen med att utveckla flygplan.
Han grundade Pitcairn Aviation (som senare blev Eastern Airlines) samt Pitcairn Aircraft Company, vilket tillverkade dubbeldäckade flygplan och autogiror. Han köpte 1929 patenträttigheter för autogiror av Juan de la Cierva för USA.
Harold Frederick Pitcairn mottog det årliga luftfartspriset Collier Trophy 1930 för utveckling av autogiron, USA:s president Herbert Hoover delade ut priset på gräsmattan framför Vita huset 1931, efter att en Pitcairn PCA-2 hade landat där som den första luftfarkosten någonsin.